# Jodie Bowering
Jodie Bowering née à Redcliffe le 7 juillet 1982, est une joueuse de softball australienne. Elle remporte en 2008 une médaille de bronze en softball aux Jeux olympiques de Pékin avec l'équipe australienne.